# Maybach Music Group
Maybach Music Group (afgekort als MMG) is een Amerikaans platenlabel opgericht in 2009 door rapper Rick Ross. Onder het label zijn een aantal soloalbums en drie compilatiealbums uitgebracht.

## Artiesten

### Huidige artiesten
| Artiest        | Jaar van tekenen |
| -------------- | ---------------- |
| Rick Ross      | 2009             |
| Triple C's     | 2009             |
| Masspike Miles | 2009             |
| Magazeen       | 2010             |
| Meek Mill      | 2011             |
| Wale           | 2011             |
| Teedra Moses   | 2011             |
| Stalley        | 2011             |
| DJ Scream      | 2011             |
| French Montana | 2012             |
| Omarion        | 2012             |
| Gunplay        | 2012             |
| Rockie Fresh   | 2012             |
| Fat Trel       | 2013             |
| Tracy T        | 2013             |

### Voormalige artiesten
| Artiest | Jaar van tekenen | Jaar van vertrek |
| ------- | ---------------- | ---------------- |
| Pill    | 2012             | 2013             |

### Producers
- Aone Beats
- Beat Billionaire

## Discografie
Hieronder een lijst van uitgebrachte albums.
| Verschijningsdatum | Artiest             | Album                          |
| ------------------ | ------------------- | ------------------------------ |
| 21 april 2009      | Rick Ross           | Deeper than Rap                |
| 27 oktober 2009    | Triple C's          | Custom Cars & Cycles           |
| 20 juli 2010       | Rick Ross           | Teflon Don                     |
| 21 mei 2011        | Maybach Music Group | MMG Presents: Self Made Vol. 1 |
| 1 november 2011    | Wale                | Ambition                       |
| 26 juni 2012       | Maybach Music Group | MMG Presents: Self Made Vol. 2 |
| 31 juli 2012       | Rick Ross           | God Forgives, I Don't          |
| 30 oktober 2012    | Meek Mill           | Dreams and Nightmares          |
| 21 mei 2013        | French Montana      | Excuse My French               |
| 25 juni 2013       | Wale                | The Gifted                     |
| 17 september 2013  | Maybach Music Group | Self Made Vol. 3               |
| 17 september 2013  | Stalley             | Honest Cowboy                  |
| 3 maart 2014       | Rick Ross           | Mastermind                     |
| 27 oktober 2014    | Stalley             | Ohio                           |
| 24 november 2014   | Rick Ross           | Hood Billionaire               |
| 29 juni 2015       | Meek Mill           | Dreams Worth More Than Money   |
| 4 december 2015    | Rick Ross           | Black Market                   |